# Hermann Mooser
Hermann Mooser (* 3. Mai 1891 in Maienfeld, Kanton Graubünden; † 20. Juni 1971 in Zürich) war ein Schweizer Biologe und Mediziner, der sich insbesondere mit Bakteriologie und Mikrobiologie befasste. Er ist Entdecker des murinen Fleckfiebers.

## Leben
Mooser absolvierte nach dem Schulbesuch ein Studium der Medizin an der Universität Lausanne, der Universität Zürich sowie der Universität Basel. Nach Beendigung seines Studiums wurde er 1918 zunächst Assistenzarzt von Ferdinand Sauerbruch an der Chirurgischen Universitätsklinik in Zürich sowie 1919 am Institut für Pathologie der Universität Basel. 1920 legte er an der Universität Zürich am Lehrstuhl von Otto Busse seine Promotion zum Doktor der Medizin mit einer Dissertation zum Thema Ein Fall von endogener Fettsucht mit hochgradiger Osteoporose : Ein Beitrag zur Pathologie der inneren Sekretion ab und wurde im Anschluss Assistenzarzt am Hygiene-Institut der Universität Zürich.
Im Anschluss war er sechzehn Jahre im Ausland tätig und zunächst zwischen 1921 und 1928 Arzt am American Hospital in Mexiko-Stadt, ehe er 1930 Professor für Bakteriologie an der Nationalen Autonomen Universität von Mexiko (UNAM) wurde. Er befasste sich neben seiner Arzt- und Lehrtätigkeit insbesondere mit der Erforschung von durch Rickettsien verursachten Infektionen wie dem Fleckfieber und dem Rückfallfieber. Während seines Aufenthalts in Mexiko entdeckte er 1928 den Erreger des murinen Fleckfiebers, die nach ihm benannte „Rikettsia mooseri“.
Nach seiner Rückkehr in die Schweiz nahm er 1936 den Ruf auf eine Professur an der Universität Zürich an und lehrte dort bis zu seiner Emeritierung 1961. Zugleich war er während dieser Zeit auch Direktor des Instituts für Hygiene und Bakteriologie der Universität.
Im November 1941 setzte er sich bei Francis Peyton Rous, einem Forscher am Rockefeller Institute for Medical Research und späteren Medizin-Nobelpreisträger, für die finanzielle Unterstützung zur Herstellung eines Typhus-Impfstoffes für das Warschauer Ghetto ein. 1941 wurde ihm „in Anerkennung der grossen wissenschaftlichen Bedeutung und des praktischen Nutzens seiner unermüdlichen, zielbewussten Forschungen und seiner Publikationen, besonders aus dem Jahre 1941, durch die die Kenntnis der Aetiologie, Epidemiologie und Prophylaxe des bekanntlich in Kriegszeiten besonders gefährlichen Fleckfiebers eine sehr wertvolle Förderung erfahren hat – sowie in Würdigung ferner seiner Bemühungen um die Herstellung eines Impfstoffes in der Schweiz zur Bekämpfung des Fleckfiebers“ der Marcel-Benoist-Preis verliehen. 1951 erhielt er die Bernhard-Nocht-Medaille.
Die Ergebnisse seiner Arbeiten veröffentlichte er in einigen Fachbüchern und Artikeln in Fachzeitschriften wie zum Beispiel:
- Zum Uebertragungsmodus des Fleckfiebers : Beobachtungen anläßlich einer Laboratoriums-Gruppeninfektion (Mitautor Wilhelm Löffler). In: Schweizerische medizinische Wochenschrift, Jg. 72 (1942), Nr. 28
- Zur Bekämpfung des epidemischen Fleckfiebers und des epidemischen Rückfallfiebers : Veröffentlichung des Vereinigten Hilfswerks vom Internationalen Roten Kreuz, 1942
- Die Prophylaxe einer Viruspneumonie der weißen Maus durch Inhalation von Sulfanilamid-Präparaten. In: Schweizerische medizinische Wochenschrift, Jg. 73 (1943), Nr. 52
- Die Bedeutung des Neocid Geigy für die Verhütung und Bekämpfung der durch Insekten übertragenen Krankheiten. In: Schweizerische medizinische Wochenschrift, Jg. 74 (1944), Nr. 36
- Die Beziehungen des murinen Fleckfiebers zum klassischen Fleckfieber, 1945.